# Jacek Mąkinia
Jacek Albert Mąkinia (ur. 31 sierpnia 1965 w Olsztynie) – profesor, specjalista z zakresu technologii i modelowania procesów oczyszczania ścieków, profesor nadzwyczajny na Politechnice Gdańskiej. W kadencji 2012-2016 prorektor ds. współpracy i innowacji Politechniki Gdańskiej. 

## Życiorys
W 1989 otrzymał dyplom magistra inżyniera z inżynierii środowiska na Politechnice Gdańskiej. W  1997 obronił pracę doktorską w Portland State University w Oregon (USA), a w 2007 – habilitację na Politechnice Gdańskiej. Otrzymał stypendium Fundacji Fulbrighta (1994-95), Humboldta (2003-04, 2007, 2011) i Kościuszkowskiej (2006). W 2013 uzyskał tytuł profesora nauk technicznych.
Pracował jako profesor wizytujący na University of Washington, Seattle i Illinois Institute of Technology. Brał udział w 16 projektach badawczych, w większości jako kierownik.
Od grudnia 2011 członkiem Komitetu Inżynierii Środowiska PAN. Należy do Komitetu Zarządzającego grupy specjalistycznej „Nutrient Removal and Recovery” Międzynarodowego Stowarzyszenia Wodnego, jest członkiem grup roboczych Niemieckiego Stowarzyszenia Wodnego.
W latach 2019–2020 zasiadał w Radzie Politechniki Gdańskiej.
W 2001 został odznaczony srebrnym Krzyżem Zasługi.

## Publikacje (wybór)
- Mathematical Modelling and Computer Simuation of Activated Sludge Systems, IWA Publishing, London, 2010, ISBN 978-1-84339-238-5